# Carlos Babington
Carlos Alberto Babington (Buenos Aires, 1949. szeptember 20. – ) argentin válogatott labdarúgó. 

## Pályafutása

### Klubcsapatban
Buenos Airesben született. Pályafutását 1969-ben a Huracán csapatában kezdte, melynek tagjaként 1973-ban argentin bajnoki címet szerzett. A csapat edzője César Luis Menotti volt és széles körben az argentin labdarúgás történetének egyik legjobb együtteseként tartják számon, melyben Babingtonnak olyan játékostársai voltak, mint: René Houseman, Miguel Ángel Brindisi és Omar Larrosa.
1974-ben a német SG Wattenscheid igazolta le, ahol négy szezont töltött, majd 1979-ben visszatért a Huracánhoz. Második időszakában 1982-ig volt a klub játékosa. 1983-ban a kolumbiai Atlético Junior csapatában játszott.

### A válogatottban
1973 és 1974 között 12 alkalommal szerepelt az argentin válogatottban és 2 gólt szerzett. Részt vett az 1974-es világbajnokságon. A Lengyelország elleni csoportmérkőzésen ő szerezte az argentinok második gólját.

### Edzőként
Edzőként többek között a Club León, a River Plate, a Racing Club, a Banfield, a Platense és a Huracán csapatait vezette.  
2006-ban kinevezték a Huracán elnöki posztjára. Daniel Passarella (River Plate) mellett az egyetlen személy az argentin labdarúgás történetében, aki ugyanannak a klubnak volt játékosa, edzője és elnöke is egyben.
- 1986-1987: CA Platense
- 1988-1991:  CA Huracán
- 1992-1993:  CA Banfield
- 1993:  Racing Club
- 1995:  CA River Plate
- 1997:  CA Huracán
- 1997-1998:  Racing Club
- 1999-2001:  CA Huracán
- 2001-2002:  Club León
- 2002-2003:  CA Huracán
- 2003:  CA Chacarita Juniors

## Sikerei, díjai
Huracán
- Argentin bajnok (1): 1973 (Metropolitano)

## Külső hivatkozások
- Carlos Babington – a FIFA adatbázisában
- Carlos Babington adatlapja a National-Football-Teams.com oldalon (angolul)

- Carlos Babington (angol nyelven). FootballDatabase.eu
- Carlos Babington (angol nyelven). nasljerseys.com
- Carlos Babington - edzői karrier (Transfermarkt)